# Litvinskite
La litvinskite è un minerale appartenente al gruppo della lovozerite.

## Etimologia
Il nome è in onore della cristallografa russa Galina Petrovna Litvinskaya (1920-1994), specialista in cristallografia morfologica.